# Liste der Studentenverbindungen in Konstanz
Die Liste der Studentenverbindungen in Konstanz verzeichnet die Studentenverbindungen in der Universitätsstadt Konstanz, welche unterschiedlichen Korporationsverbänden angehören oder verbandsfrei sind.

## Liste der Studentenverbindungen gegründet an der Universität Konstanz
Die folgenden Studentenverbindungen wurden an der Universität Konstanz gegründet. Die Sortierung erfolgt nach dem Gründungsdatum.
|  |
|  |
|  |
|  |
|  |

|  |
|  |
|  |
|  |
|  |
|  |

|  |
|  |
|  |
|  |
|  |

f.f. = farbenführend, wenn nicht angegeben = farbentragend

## Liste der Studentenverbindungen gegründet an der  Hochschule für Technik und Gestaltung Konstanz
Die folgenden Studentenverbindungen wurden an der Hochschule für Technik und Gestaltung Konstanz gegründet. Die Studentenverbindungen, die an der Hochschule für Technik und Gestaltung in Konstanz gegründet wurden, nehmen in aller Regel auch Studenten der Universität Konstanz als Mitglieder auf. Explizit im Webauftritt erwähnen dies Alemannia, Alania und Bayuvaria. Die Sortierung erfolgt nach dem Gründungsdatum.
|  |
|  |
|  |
|  |
|  |

|  |
|  |
|  |
|  |
|  |

|  |
|  |
|  |
|  |
|  |

|  |
|  |
|  |
|  |
|  |

|  |
|  |
|  |
|  |
|  |

|  |
|  |
|  |
|  |
|  |

|  |
|  |
|  |
|  |
|  |

f.f. = farbenführend, wenn nicht angegeben = farbentragend